# Jesús Ochoa
Jesús Rey Ochoa Domínguez (Ures, Sonora, 24 de diciembre de 1959) es un director mexicano de cine, guionista, actor de cine, teatro, televisión, comedia y doblaje, Ganador de varios premios por su carrera artística. Fue Secretario General de la ANDA, en el mundo del doblaje es conocido como la voz de Manny el Mamut en la franquicia de la Era de Hielo, la voz de Gallardo en la franquicia de la vida secreta de tus mascotas 

## Biografía
Es hijo de Manuel Ochoa Martínez y María Cruz Domínguez. "El Choby", como se le conoce, es un actor originario de Ures, Sonora, ya que a los 3 años de edad se mudó a esa ciudad, donde vivió su infancia y estudios de primaria y secundaria hasta la edad de 14 años. Se traslada a Hermosillo para realizar estudios en la Escuela Normal del Estado.
En 1974 comienza su carrera escénica al participar en diferentes obras teatrales en la ciudad de Hermosillo. En 1979 se muda a la Ciudad de México para estudiar en el Instituto de Arte Escénico, de Miguel Córcega hasta 1984, cuando comienza a hacer teatro universitario con José Ramón Enríquez, en la obra Ciudad sin sueños, y participa un año con la compañía mexicana de teatro lírico.
En 1985 regresa a Hermosillo y realiza su muy conocida obra La Tuba de Goyo Trejo. También participa en comerciales y programas de televisión. Permanece en dicha ciudad hasta 1991, cuando regresa de nuevo a la Ciudad de México, donde se presenta en la obra El jefe máximo, por la que es nominado como la revelación del año por la Unión de Críticos y Cronistas de Teatro.

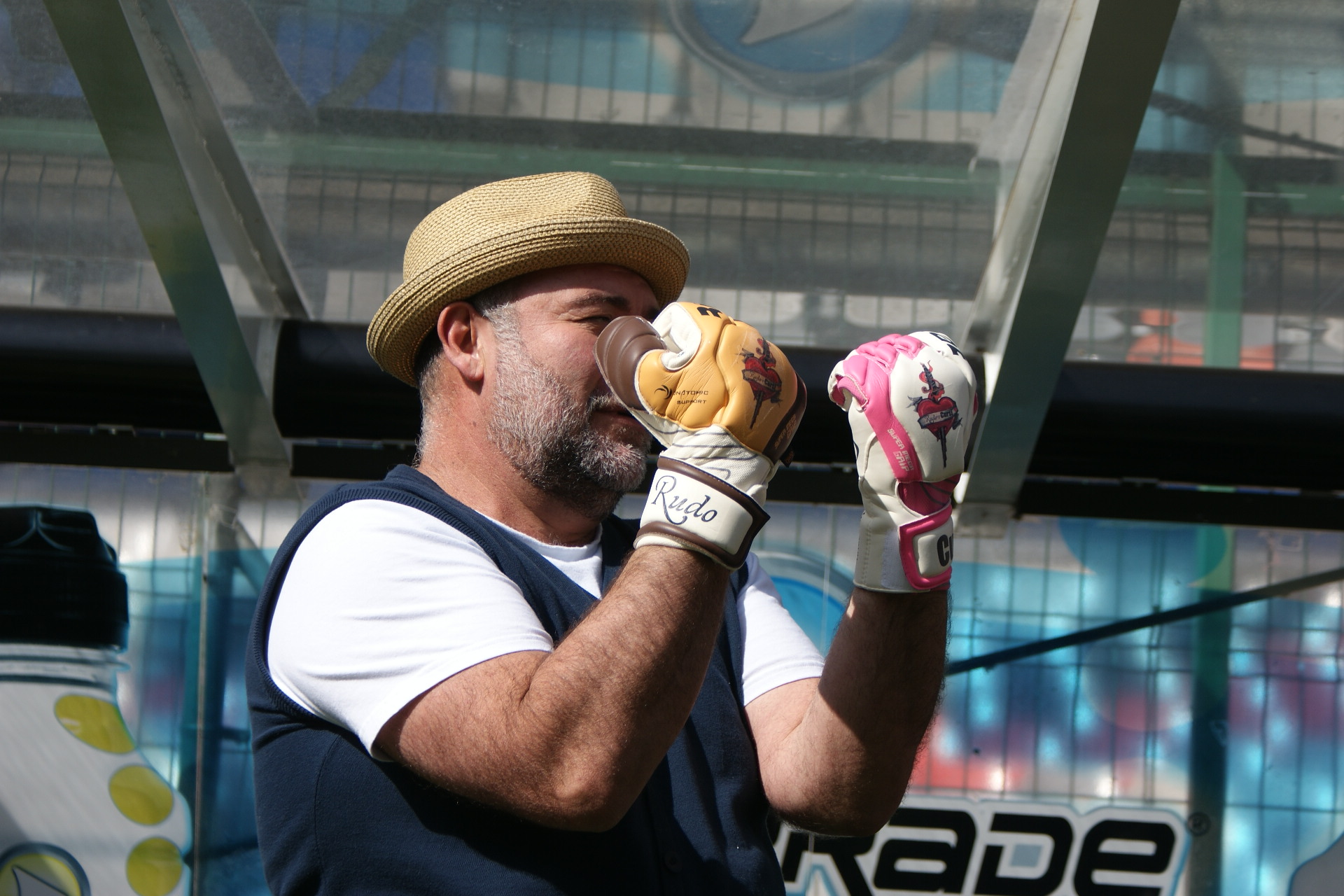
Jesús Ochoa prueba los guantes de Rudo y Cursi.

Durante los siguientes años continúa realizando un sinfín de obras teatrales, películas, novelas y participando en programas de televisión. En abril de 1998 contrae nupcias con la también actriz Eugenia Leñero Franco, y fijan su residencia en la Ciudad de México. Tiene una casa en Ures (municipio de Sonora).
En 2002 ingresa por primera vez al mundo del doblaje, prestando su voz a Manny el Mamut en  La Era de Hielo junto con Carlos Espejel quien hace a Sid.
En 2012 interpreta a Adriano Reyes, dueño de una empresa dedicada al turismo, en la telenovela Por ella soy Eva, producida por Televisa, compartiendo créditos con Jaime Camil, Lucero, Paty Navidad, Mariana Seoane, entre otros. En 2013 interpreta a Zacarías del Pino, dueño de la mobiliaria de taxi y padre del protagonista en la telenovela Libre para amarte, también producida por Televisa, compartiendo créditos con Gloria Trevi, Gabriel Soto, Eduardo Santamarina y Luz Elena González, entre otros.
En 2017 se convierte en el protagonista de la telenovela de corte cómico El bienamado, de Televisa. En esta ocasión interpreta al carismático, y a la vez ambicioso presidente municipal de Loreto, Odorico Cienfuegos, compartiendo créditos con Mariluz Bermúdez, Mark Tacher, Andrés Palacios, Chantal Andere, Nora Salinas e Irán Castillo, Arturo García Tenorio, entre otros.

## Filmografía

### Televisión
- 2025: Papá soltero, como Abuelo[1]
- 2023: El Junior: El Mirrey de los Capos, como Mariano Castillo[2]
- 2022: Vencer la ausencia, como Rodolfo Miranda[3]
- 2020:  Narcos: Mexico
- 2018: Por amar sin ley, como Taxista.
- 2017: El bienamado, como Odorico Cienfuegos Montaño "El bienamado".
- 2016: El hotel de los secretos, como Serapio Ayala.
- 2014: Yo no creo en los hombres, como el licenciado Marcelo Monterrubio.
- 2013: Libre para amarte, como Zacarías del Pino
- 2012: Lynch.
- 2012: La promesa, como don Vicente Arellano.
- 2012: Por ella soy Eva, como Adriano Reyes Mendieta.
- 2010-2011: Para volver a amar, como Rolando Salgar.
- 2010: Los héroes del norte, como el comandante.
- 2009: Ellas son... la alegría del hogar, como Mundo (voz).
- 2008: Tiempo final (episodio «Pito final»), como Tony.
- 2007-2008: Se busca un hombre, como Tomás Garrido.
- 2006: Campeones de la vida, como Jesús Chucho Duarte.
- 2005: Los Sánchez.
- 2004: Tan infinito como el desierto.
- 2002-2003: La duda, como Santiago.
- 2001: Amores, querer con alevosía, como Miguel Ángel.
- 1999-2000: La vida en el espejo.
- 1998-1999: El amor de mi vida, como Leopoldo Mirabal.
- 1997: Demasiado corazón.
- 1996: Marisol, como Don Fortunato.
- 1995: Retrato de familia, como Licenciado del Ministerio Público.
- 1995: Si Dios me quita la vida, como León.
- 1991 - 2007 Mujer casos de la vida real
- 1992: Ángeles sin paraíso.

## Cine
- 2023: Quiero tu vida, como Francisco Castro[4]
- 2023: La Usurpadora: The Musical, como Don Ramiro[5]
- 2018: Overboard, como Vito.
- 2018: A la carta. Detective Busquet
- 2017: La Prima, como Jorge
- 2016: El Jeremías, como Enrique.
- 2016: ¿Qué culpa tiene el niño?, como el diputado.
- 2016: Busco novio para mi mujer, como Tiger Cordera.
- 2015: Por mis bigotes, (Ulises y los 10.000 bigotes), como el Tío Fabián.
- 2014: El crimen del Cácaro Gumaro, como Cochigordo.
- 2013: No se aceptan devoluciones.
- 2012: El fantástico mundo de Juan Orol, como El General Cruz.
- 2012: Get the Gringo (Atrapen al gringo), como Caracas.
- 2012: Aquí entre nos (comedia dramática).
- 2011: Labios rojos.
- 2011: Salvando al soldado Pérez, como Chema Díaz.
- 2011: Más amaneceres, como Güerón Jiménez.
- 2009: Boogie, el aceitoso, como Boogie.
- 2008: Quantum of Solace, como el Lugarteniente Orso.
- 2008: Paraíso travel.
- 2008: Divina confusión, como Zeus.
- 2008: Beverly Hills Chihuahua, como el oficial Ramírez.
- 2007: J-ok'el, como el jefe de policía.
- 2007: Padre Nuestro, como Diego.
- 2007: Perrito bomba (cortometraje), como el tendero.
- 2006: Un mundo maravilloso, como el Tamal.
- 2005: Voces inocentes, como el chofer.
- 2005: Hijas de su madre: Las Buenrostro.
- 2004: Zapata, el sueño del héroe, como Victoriano Huerta.
- 2004: Conejo en la Luna, como Macedonio Ramírez.
- 2004: Hombre en llamas, como el comandante Fuentes.
- 2004: Puños rosas, como Chicote
- 2003: Ladies' Night, como el sacerdote (actuación especial).
- 2003: Asesino en serio (coproducción con España), como el comandante Martínez.
- 2003: Nicotina (coproducción con Argentina y España), como Tomson.
- 2002: Ciudades oscuras, como Riquelme.
- 2001: El segundo aire, como Moisés.
- 2000: Sin dejar huella, como Mendizábal.
- 2000: Los maravillosos olores de la vida (cortometraje).
- 1999: La ley de Herodes, como el nuevo alcalde.
- 1998: Bajo California: el límite del tiempo, como Arce.
- 1997: Et hjørne af paradis (Un rincón del paraíso) (producción sueco-danesa-costarricense), como Scarface.
- 1996: Alta tensión.
- 1996: Cilantro y perejil, como Jaime, el mesero.
- 1996: Entre Pancho Villa y una mujer desnuda, como Pancho Villa.
- 1995: Dos crímenes, como Fernando.
- 1995: La orilla de la tierra, como Gregorio.
- 1995: Sin remitente, como el médico forense.
- 1995: El callejón de los milagros, como Parroquiano
- 1994: Desiertos mares, como el Hombre del Norte.
- 1994: Ponchada (cortometraje), como el hombre.
- 1994: Sucesos distantes, como Hércules.
- 1981: Que viva Tepito, sin crédito.

### Doblaje
- 2021: Un rescate de huevitos, como León.
- 2019: La vida secreta de tus Mascotas 2, como Gallardo.
- 2016: La Era del Hielo 5, como Manny.
- 2012: El Santos contra la Tetona Mendoza, como Diablo Zepeda.
- 2012: La Era del Hielo 4, como Manny.
- 2009: La Era del hielo 3, como Manny.
- 2008: Hellboy 2, como Hellboy (interpretado por el actor estadounidense Ron Perlman).
- 2007: La Leyenda de la Nahuala, como Santos.
- 2006: La Era del Hielo 2, como Manny.
- 2004: Harry Potter y el Prisionero de Azkaban, como Peter Pettigrew (interpretado por el actor Timothy Spall).
- 2002: La Era del Hielo, como Manny.

## Otros trabajos
- En 2008, realizó una excelente interpretación de un guardia de seguridad privada enamorado, en el video de la canción "Eres" del cantante Alejandro Fernández.
- Hace aparición en un video del rapero estadounidense 50 Cent llamado Just a Little Bit, en el que interpreta a un mafioso en un yate con una chica que lo droga y lo deja a merced de El Jefe, interpretado por el mismo 50 Cent.
- Asimismo apareció con la agrupación mexicana Los Tigrillos en el vídeo de "la ética", en donde hace el personaje de un director de comerciales de autos clásicos en venta, en donde su personaje coquetea con la edecán del comercial.
- En 2019, realizó un papel como narcotraficante mediante el video ''Rucón'' del cantante Alemán (rapero).

Ha trabajado mucho en teatro, siendo protagonista del teleteatro La tuba de Goyo Trejo (1985), de Sergio Galindo, cuyo personaje se llamaba Chemalia. Dicho teleteatro se filmó en el pueblo de San Javier (Sonora). Así se ganó el premio La Cabeza de Palenque, que impulsó una serie de éxitos hasta la fecha.

## Premios y nominaciones

### Premios TVyNovelas
| Año  | Categoría             | Telenovela               | Resultado |
| ---- | --------------------- | ------------------------ | --------- |
| 2017 | Mejor primer actor    | El hotel de los secretos | Nominado  |
| 2014 | Mejor primer actor    | Libre para amarte        | Ganador   |
| 2013 | Mejor actor coestelar | Por ella soy Eva         | Ganador   |
| 2011 | Mejor actor coestelar | Para volver a amar       | Ganador   |

### Premios Ariel, México
- En 1999 ganó el premio a la mejor coactuación masculina por Bajo California: El límite del tiempo (1998).
- En 1996 ganó el premio a la mejor coactuación masculina por Entre Pancho Villa y una mujer desnuda (1996).

### MTV Movie Awards, México
- En 2004 fue nominado al premio al mejor cameo por Ladies' Night (2003).
- En 2003 fue nominado al premio al villano favorito por Ciudades oscuras (2002).

### Periodistas Cinematográficos de México, A. C.
- En 2005 fue nominado para La Diosa de Plata a la mejor coactuación masculina por Conejo en la Luna (2004).